# Filtre de Butterworth
Pour les articles homonymes, voir filtre et Butterworth.

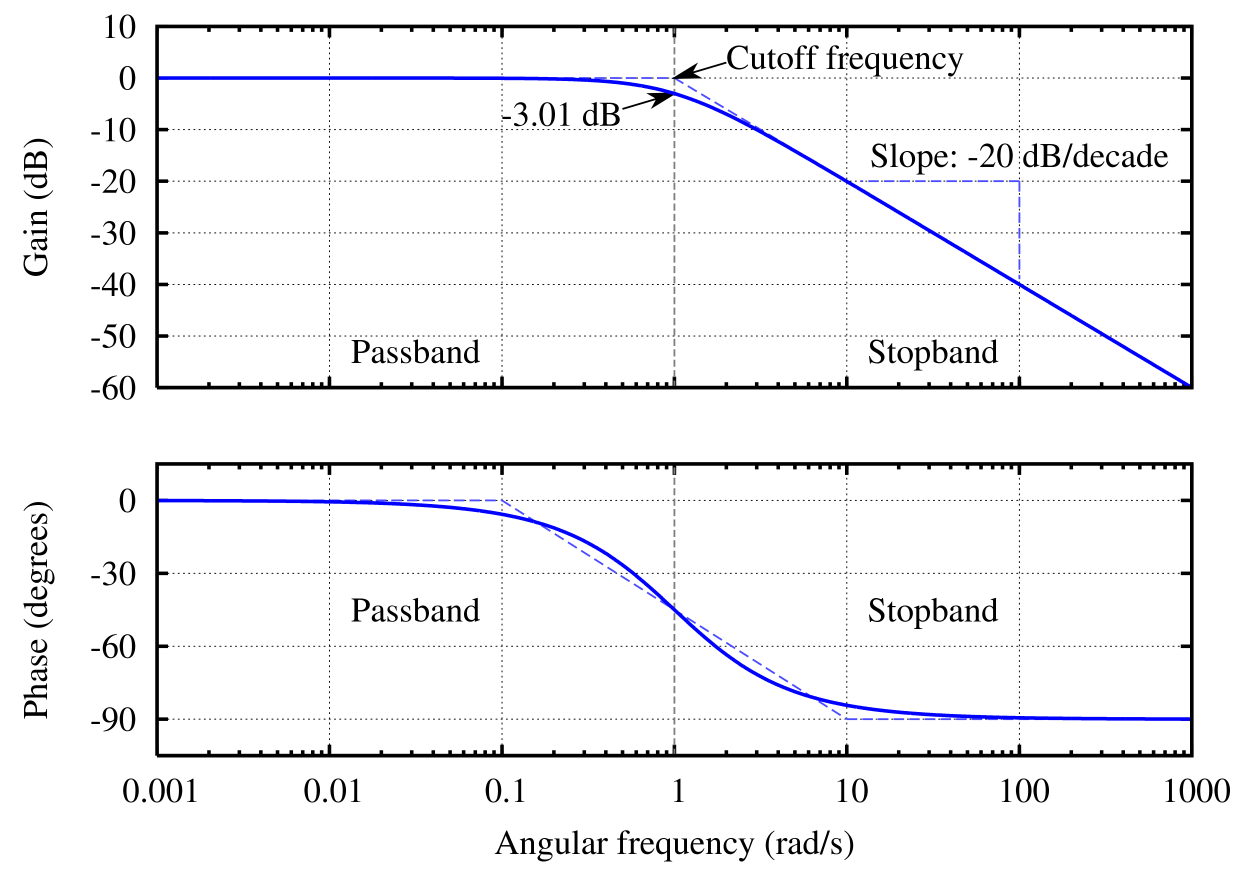
Diagramme de Bode d'un filtre de Butterworth passe-bas du premier ordre

Un filtre de Butterworth est un type de filtre linéaire, conçu pour posséder un gain aussi constant que possible dans sa bande passante.
Les filtres de Butterworth furent décrits pour la première fois par l'ingénieur britannique Stephen Butterworth (en).

## Caractéristiques

Gains de filtres de Butterworth passe-bas d'ordre 1 à 5 en fonction de la fréquence

Le gain d'un filtre de Butterworth est le plus constant possible dans la bande passante et tend vers 0 dans la bande de coupure. Sur un diagramme de Bode logarithmique, cette réponse décroît linéairement vers -∞, de -6 dB/octave (-20 dB/décade) pour un filtre de premier ordre, -12 dB/octave soit -40 dB/decade pour un filtre de second ordre, -18 dB/octave soit -60 dB/decade pour un filtre de troisième ordre, etc.

## Fonction de transfert
Comme pour tous les filtres linéaires, le prototype étudié est le filtre passe-bas, qui peut être facilement modifié en filtre passe-haut ou placé en série pour former des filtres passe-bande ou coupe-bande.
Le gain d'un filtre de Butterworth passe-bas d'ordre n est :
{\displaystyle G_{n}(\omega )=\left|H_{n}(j\omega )\right|={1 \over {\sqrt {1+(\omega /\omega _{\mathrm {c} })^{2n}}}}}
où {\displaystyle G_{n}} est le gain du filtre, 
{\displaystyle H_{n}} sa fonction de transfert,
{\displaystyle j} l'unité imaginaire : {\displaystyle j^{2}=-1} (les électroniciens utilisent la lettre j au lieu de i pour ne pas confondre avec i de l'intensité)
{\displaystyle \omega } la fréquence angulaire (ou pulsation) du signal en radians par seconde (rad.s-1) ({\displaystyle \omega =2\pi f} )
et {\displaystyle \omega _{\mathrm {c} }} la fréquence de coupure (angulaire) du filtre (à -3 dB).
En normalisant l'expression (c’est-à-dire en spécifiant {\displaystyle \omega _{\mathrm {c} }=1}) :
{\displaystyle G_{n}(\omega )=\left|H_{n}(j\omega )\right|={1 \over {\sqrt {1+\omega ^{2n}}}}}
Les 2n-1 premières dérivées de {\displaystyle G_{n}} sont nulles pour {\displaystyle \omega =0}, impliquant une constance maximale du gain dans la bande passante.
Aux hautes fréquences :
{\displaystyle {{\left|H(j\omega )\right|}_{dB}}\sim -20\times n\,\log _{10}{\omega }}
Le roll-off du filtre (la pente du gain dans un diagramme de Bode) est de -20n dB/décade, où 'n' est l'ordre du filtre.
Le gain ne représente que le module de la fonction de transfert H(p) (au sens de la transformée de Laplace), ce qui laisse une certaine latitude pour déterminer cette dernière. On doit avoir
{\displaystyle H(p)H(-p)={\frac {{G_{0}}^{2}}{1+\left(-{\frac {p^{2}}{\omega _{c}^{2}}}\right)^{n}}}}
Les pôles de cette expression sont équirépartis sur un cercle de rayon ωc. Pour que le filtre soit stable, on choisit les pôles de la fonction de transfert comme ceux de H(p)H(-p) ayant une partie réelle négative. Le k-ième pôle est donné à l'aide des racines n-ièmes de l'unité :
{\displaystyle -{\frac {p_{k}^{2}}{\omega _{c}^{2}}}=e^{\frac {j(2k-1)\pi }{n}}\qquad \mathrm {k=1,2,3,\ldots ,n} }
d'où
{\displaystyle p_{k}=\omega _{c}e^{\frac {j(2k+n-1)\pi }{2n}}\qquad \mathrm {k=1,2,3,\ldots ,n} }
La fonction de transfert s'écrit en fonction de ces pôles :
{\displaystyle H(p)={\frac {G_{0}}{\prod _{k=1}^{n}(p-p_{k})/\omega _{c}}}}
Le polynôme au dénominateur est appelé polynôme de Butterworth.
| n | Polynôme de Butterworth {\displaystyle B_{n}(p)} pour ωc = 1.                        |
| - | ------------------------------------------------------------------------------------ |
| 1 | {\displaystyle (p+1)}                                                                |
| 2 | {\displaystyle p^{2}+1.4142p+1}                                                      |
| 3 | {\displaystyle (p+1)(p^{2}+p+1)}                                                     |
| 4 | {\displaystyle (p^{2}+0.7654p+1)(p^{2}+1.8478p+1)}                                   |
| 5 | {\displaystyle (p+1)(p^{2}+0.6180p+1)(p^{2}+1.6180p+1)}                              |
| 6 | {\displaystyle (p^{2}+0.5176p+1)(p^{2}+1.4142p+1)(p^{2}+1.9319p+1)}                  |
| 7 | {\displaystyle (p+1)(p^{2}+0.4450p+1)(p^{2}+1.2470p+1)(p^{2}+1.8019p+1)}             |
| 8 | {\displaystyle (p^{2}+0.3902p+1)(p^{2}+1.1111p+1)(p^{2}+1.6629p+1)(p^{2}+1.9616p+1)} |

Les polynômes normalisés de Butterworth peuvent être utilisés pour déterminer les fonctions de transfert de filtre passe-bas pour toute fréquence de coupure {\displaystyle \omega _{c}} selon que: 
{\displaystyle H(p)={\frac {G_{0}}{B_{n}(a)}}} , où {\displaystyle a={\frac {p}{\omega _{c}}}}

### Polynômes de Butterworth normalisés
Les polynômes de Butterworth peuvent être écrits sous forme complexe comme ci-dessus, mais sont généralement écrits avec des coefficients réels en multipliant les paires de pôles qui sont des conjugués complexes, tels que {\displaystyle s_{1}} et {\displaystyle s_{n}}. Les polynômes sont normalisés en fixant {\displaystyle \omega _{c}=1}. Les polynômes de Butterworth normalisés ont alors la forme générale du produit :
{\displaystyle B_{n}(s)=\prod _{k=1}^{\frac {n}{2}}\left[s^{2}-2s\cos \left({\frac {2k+n-1}{2n}}\,\pi \right)+1\right]\qquad n={\text{pair}}}
{\displaystyle B_{n}(s)=(s+1)\prod _{k=1}^{\frac {n-1}{2}}\left[s^{2}-2s\cos \left({\frac {2k+n-1}{2n}}\,\pi \right)+1\right]\qquad n={\text{impair}}.}
Les facteurs des polynômes de Butterworth d'ordre 1 à 10 sont indiqués dans le tableau suivant (à six décimales près).
| n  | Facteurs des polynômes de Butterworth {\displaystyle B_{n}(s)}                                                  |
| -- | --- |
| 1  | {\displaystyle (s+1)}                                                                                           |
| 2  | {\displaystyle (s^{2}+1.414214s+1)}                                                                             |
| 3  | {\displaystyle (s+1)(s^{2}+s+1)}                                                                                |
| 4  | {\displaystyle (s^{2}+0.765367s+1)(s^{2}+1.847759s+1)}                                                          |
| 5  | {\displaystyle (s+1)(s^{2}+0.618034s+1)(s^{2}+1.618034s+1)}                                                     |
| 6  | {\displaystyle (s^{2}+0.517638s+1)(s^{2}+1.414214s+1)(s^{2}+1.931852s+1)}                                       |
| 7  | {\displaystyle (s+1)(s^{2}+0.445042s+1)(s^{2}+1.246980s+1)(s^{2}+1.801938s+1)}                                  |
| 8  | {\displaystyle (s^{2}+0.390181s+1)(s^{2}+1.111140s+1)(s^{2}+1.662939s+1)(s^{2}+1.961571s+1)}                    |
| 9  | {\displaystyle (s+1)(s^{2}+0.347296s+1)(s^{2}+s+1)(s^{2}+1.532089s+1)(s^{2}+1.879385s+1)}                       |
| 10 | {\displaystyle (s^{2}+0.312869s+1)(s^{2}+0.907981s+1)(s^{2}+1.414214s+1)(s^{2}+1.782013s+1)(s^{2}+1.975377s+1)} |

Les facteurs des polynômes de Butterworth d'ordre 1 à 6 sont indiqués dans le tableau suivant (exact).
| n | Facteurs des polynômes de Butterworth {\displaystyle B_{n}(s)}                                             |
| - | --- |
| 1 | {\displaystyle (s+1)}                                                                                      |
| 2 | {\displaystyle (s^{2}+{\sqrt {2}}s+1)}                                                                     |
| 3 | {\displaystyle (s+1)(s^{2}+s+1)}                                                                           |
| 4 | {\displaystyle (s^{2}+{\sqrt {2-{\sqrt {2}}}}s+1)(s^{2}+{\sqrt {2+{\sqrt {2}}}}s+1)}                       |
| 5 | {\displaystyle (s+1)(s^{2}+\varphi ^{-1}s+1)(s^{2}+\varphi s+1)}                                           |
| 6 | {\displaystyle (s^{2}+{\sqrt {2-{\sqrt {3}}}}s+1)(s^{2}+{\sqrt {2}}s+1)(s^{2}+{\sqrt {2+{\sqrt {3}}}}s+1)} |

où la lettre grecque phi ({\displaystyle \varphi } ou {\displaystyle \phi }) représente le nombre d'or. C'est un nombre irrationnel qui est une solution à l'équation quadratique {\displaystyle x^{2}-x-1=0,} avec une valeur de,.
{\displaystyle \varphi ={\frac {1+{\sqrt {5}}}{2}}=1.618033988749...}( A001622)
Le {\displaystyle n}ème polynôme de Butterworth peut également être écrit sous la forme d'une somme
{\displaystyle B_{n}(s)=\sum _{k=0}^{n}a_{k}s^{k}\,,}
avec ses coefficients {\displaystyle a_{k}} donnés par la formule de récurrence, :
{\displaystyle {\frac {a_{k+1}}{a_{k}}}={\frac {\cos(k\gamma )}{\sin((k+1)\gamma )}}}
et par la formule du produit
{\displaystyle a_{k}=\prod _{\mu =1}^{k}{\frac {\cos((\mu -1)\gamma )}{\sin(\mu \gamma )}}\,,}
où
{\displaystyle a_{0}=1\qquad {\text{et}}\qquad \gamma ={\frac {\pi }{2n}}\,.}
En outre, {\displaystyle a_{k}=a_{n-k}}. Les coefficients arrondis {\displaystyle a_{k}} pour les 10 premiers polynômes de Butterworth {\displaystyle B_{n}(s)} sont :
| {\displaystyle n}  | {\displaystyle a_{0}} | {\displaystyle a_{1}}  | {\displaystyle a_{2}}   | {\displaystyle a_{3}}   | {\displaystyle a_{4}}   | {\displaystyle a_{5}}   | {\displaystyle a_{6}}   | {\displaystyle a_{7}}   | {\displaystyle a_{8}}   | {\displaystyle a_{9}}  | {\displaystyle a_{10}} |
| {\displaystyle 1}  | {\displaystyle 1}     | {\displaystyle 1}      |                         |                         |                         |                         |                         |                         |                         |                        |                        |
| {\displaystyle 2}  | {\displaystyle 1}     | {\displaystyle 1.4142} | {\displaystyle 1}       |                         |                         |                         |                         |                         |                         |                        |                        |
| {\displaystyle 3}  | {\displaystyle 1}     | {\displaystyle 2}      | {\displaystyle 2}       | {\displaystyle 1}       |                         |                         |                         |                         |                         |                        |                        |
| {\displaystyle 4}  | {\displaystyle 1}     | {\displaystyle 2.6131} | {\displaystyle 3.4142}  | {\displaystyle 2.6131}  | {\displaystyle 1}       |                         |                         |                         |                         |                        |                        |
| {\displaystyle 5}  | {\displaystyle 1}     | {\displaystyle 3.2361} | {\displaystyle 5.2361}  | {\displaystyle 5.2361}  | {\displaystyle 3.2361}  | {\displaystyle 1}       |                         |                         |                         |                        |                        |
| {\displaystyle 6}  | {\displaystyle 1}     | {\displaystyle 3.8637} | {\displaystyle 7.4641}  | {\displaystyle 9.1416}  | {\displaystyle 7.4641}  | {\displaystyle 3.8637}  | {\displaystyle 1}       |                         |                         |                        |                        |
| {\displaystyle 7}  | {\displaystyle 1}     | {\displaystyle 4.4940} | {\displaystyle 10.0978} | {\displaystyle 14.5918} | {\displaystyle 14.5918} | {\displaystyle 10.0978} | {\displaystyle 4.4940}  | {\displaystyle 1}       |                         |                        |                        |
| {\displaystyle 8}  | {\displaystyle 1}     | {\displaystyle 5.1258} | {\displaystyle 13.1371} | {\displaystyle 21.8462} | {\displaystyle 25.6884} | {\displaystyle 21.8462} | {\displaystyle 13.1371} | {\displaystyle 5.1258}  | {\displaystyle 1}       |                        |                        |
| {\displaystyle 9}  | {\displaystyle 1}     | {\displaystyle 5.7588} | {\displaystyle 16.5817} | {\displaystyle 31.1634} | {\displaystyle 41.9864} | {\displaystyle 41.9864} | {\displaystyle 31.1634} | {\displaystyle 16.5817} | {\displaystyle 5.7588}  | {\displaystyle 1}      |                        |
| {\displaystyle 10} | {\displaystyle 1}     | {\displaystyle 6.3925} | {\displaystyle 20.4317} | {\displaystyle 42.8021} | {\displaystyle 64.8824} | {\displaystyle 74.2334} | {\displaystyle 64.8824} | {\displaystyle 42.8021} | {\displaystyle 20.4317} | {\displaystyle 6.3925} | {\displaystyle 1}      |

Les polynômes de Butterworth normalisés peuvent être utilisés pour déterminer la fonction de transfert pour toute fréquence de coupure de filtre passe-bas {\displaystyle \omega _{c}}, comme suit :
{\displaystyle H(s)={\frac {G_{0}}{B_{n}(a)}}} , où {\displaystyle a={\frac {s}{\omega _{c}}}.}
La transformation en d'autres formes de bandes est également possible, voir filtre prototype (en).

## Comparaisons

Diagramme de Bode des gains d'un filtre de Butterworth, d'un filtre de Tchebychev de type 1, d'un filtre de Tchebychev de type 2 et d'un filtre elliptique

Les filtres de Butterworth sont les seuls filtres linéaires dont la forme générale est similaire pour tous les ordres (mis à part une pente différente dans la bande de coupure).
Par comparaison avec les filtres de Tchebychev ou elliptiques, les filtres de Butterworth ont un roll-off plus faible qui implique d'utiliser un ordre plus important pour une implantation particulière. Leur gain est en revanche nettement plus constant dans la bande passante.

## Mise en œuvre

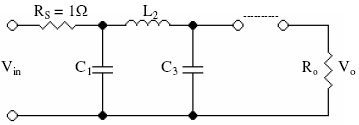
Schéma type d'une réalisation Cauer-1 d'un filtre de Butterworth

Un filtre de Butterworth dont on connaît la fonction de transfert peut être réalisé électroniquement suivant la méthode de Cauer. Le {\displaystyle k}e élément d'un tel circuit pour {\displaystyle w_{c}=1} rad/s et une résistance {\displaystyle R_{s}} de 1 ohm est donné par :
{\displaystyle C_{k}=2\sin \left[{\frac {(2k-1)}{2n}}\pi \right]} ({\displaystyle k} impair)
{\displaystyle L_{k}=2\sin \left[{\frac {(2k-1)}{2n}}\pi \right]} ({\displaystyle k} pair)

De manière plus générale on définit les coefficients {\displaystyle a_{k}} tel que :
{\displaystyle a_{k}=2\sin \left[{\frac {(2k-1)}{2n}}\pi \right]} (pour tout {\displaystyle k})
Alors pour la réalisation d'un filtre passe-bas de Butterworth pour {\displaystyle R_{s}} quelconque : 
{\displaystyle C_{k}={\frac {a_{k}}{(w_{c}\times R_{s})}}}
{\displaystyle L_{k}={\frac {a_{k+1}\times R_{s}}{w_{c}}}}
Ceci peut-être généralisé pour des passe-haut et des passe-bandes.